# Pseudocarcinus gigas
Pseudocarcinus gigas, coloquialmente conhecido como caranguejo-rainha ou caranguejo-gigante-da-Tasmânia, é uma espécie de caranguejo que ocorre nas águas do sul da Austrália, no limite da plataforma continental e a uma profundidade entre 140-270 m. É uma das maiores espécies de caranguejo, chegando a pesar 13 kg e possuindo uma carapaça com uma envergadura de 46 cm.